# Паулилатино
Паулилатѝно (на италиански: Paulilatino; на сардински: Paùlle, Пауле) е малко градче и община в Южна Италия, провинция Ористано, автономен регион и остров Сардиния. Разположено е на 180 m надморска височина. Населението на общината е 2377 души (към 2010 г.).